# Мосхато-Таврос
Мосхато-Таврос (грч. Μοσχάτο-Ταύρος) општина је у Грчкој. По подацима из 2011. године број становника у општини је био 40.413.

## Становништво
| 2011.  |
| ------ |
| 40,413 |